# Brissagoöarna
Brissagoöarna eller Isole di Brissago är en grupp av två öar, den 2.5 hektar stora San Pancrazio eller Isola grande och den mindre Sant'Apollinare i schweiziska delen av Lago Maggiore. Närmaste fastland är Porto Ronco, 1 kilometer åt nordväst. Ascona ligger 2,5 kilometer åt nordost.
Öarna ingår i kommunen Brissago.

## Den botaniska trädgården på San Pancrazio

### Historia
År 1885 köpte den irländske baronen Richard de Saint-Leger öarna. Hans ryskfödda hustru Antoinette gjorde San Pancrazio till en park med växter från hela världen dit hon bjöd in konstnärer och lärda personer. När hennes ekonomi försämrades såldes öarna 1927 till den tyske varuhusägaren Max Emden som byggde en palatsliknade villa men behöll trädgården oförändrad. Efter Emdens död köptes öarna av kantonen Ticino, kommuner och organisationer. Sedan 1950 visas den botaniska trädgården för allmänheten.

### Trädgården
Trädgården är öppen för allmänheten vår, sommar och höst. Här växer 1 700 arter från medelhavsområdet liksom Asiens, Sydafrikas, Amerikas och Oceaniens subtropiska områden.

## Kommunikationer
San Pancrazio angörs av båttrafiken på Lago Maggiore. Exempelvis från Ronco.